# 外鹹海鐵路
外鹹海鐵路是連接俄羅斯基涅利和烏茲別克的塔什干的鐵路。在20世紀初期是俄羅斯歐洲部分和中亞的唯一交通管道。主要經過的城市有阿拉爾、突厥斯坦和奇姆肯特。
1900年秋季从两端同时开工建设。1906年1月通车。